# 安德鲁希夫卡天文台
| 安德鲁希夫卡天文台新 發現的阿莫爾型小行星 |
| ----------------------------------------- |
| - 2007 QA2 - 2008 KB12                    |

安德鲁希夫卡天文天文台（烏克蘭語：Андрушівська астрономічна обсерваторія）是一個位於烏克蘭日托米爾州安德鲁希夫卡郊區的私人天文台，建立於2001年。該天文台的建立者和台長是尤里·伊瓦先科，國際天文聯合會編號是A50。

## 科學發現
2003年9月18日，該天文台發現了位於小行星帶的小行星133293（133293 Andrushivka），以所在的城市安德鲁希夫卡命名。2007年10月17日發現小行星175636（175636 Zvyagel），以烏克蘭日托米爾州沃倫斯基新城命名紀念該城建城750周年。2008年8月25日發現小行星274301（274301 Wikipedia），並於2013年1月以維基百科命名。
直到2012年9月，安德鲁希夫卡天文台發現了超過89顆小行星。

## 圖集

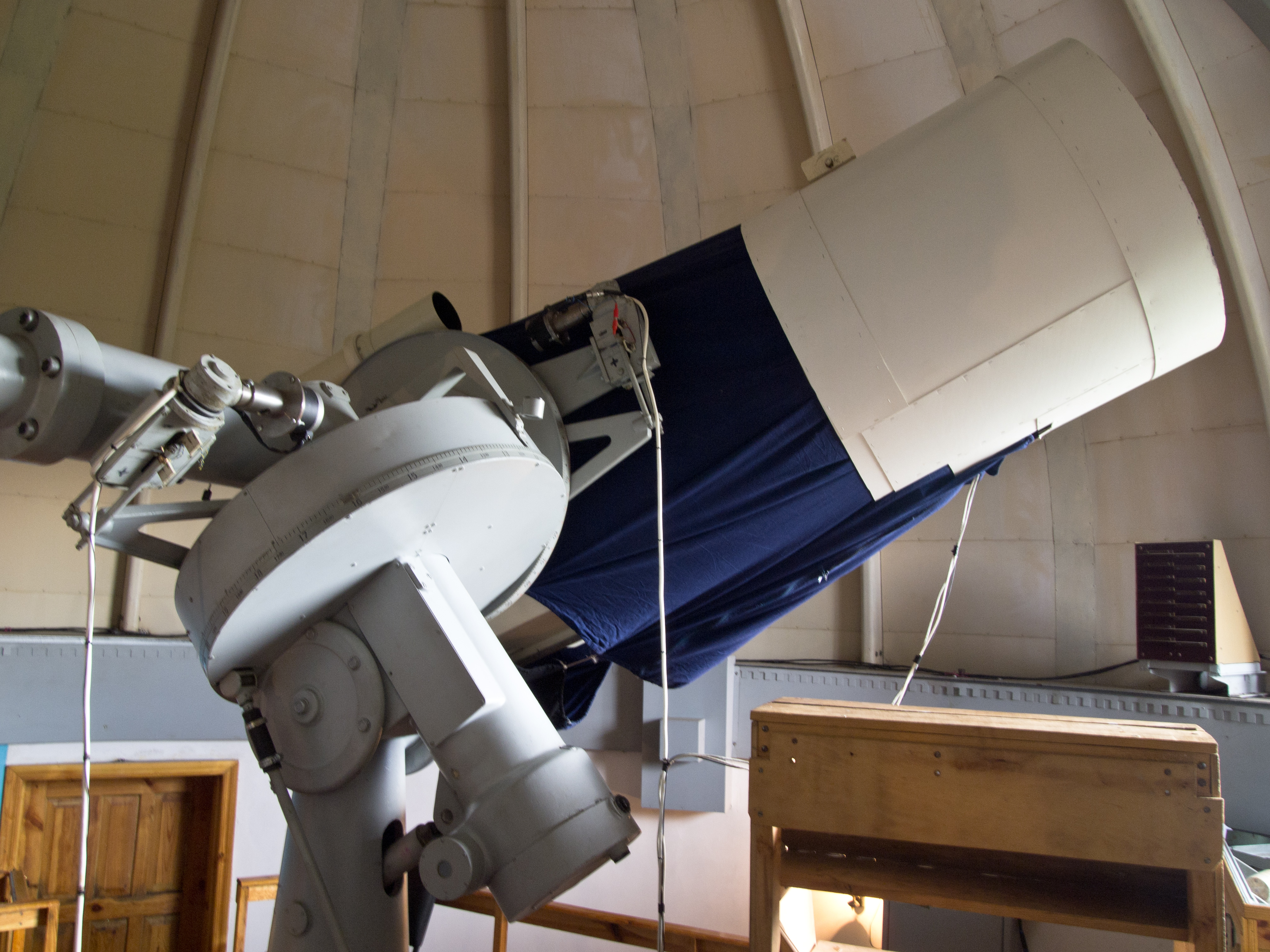
安德鲁希夫卡天文台使用的 Zeiss-600 望遠鏡。
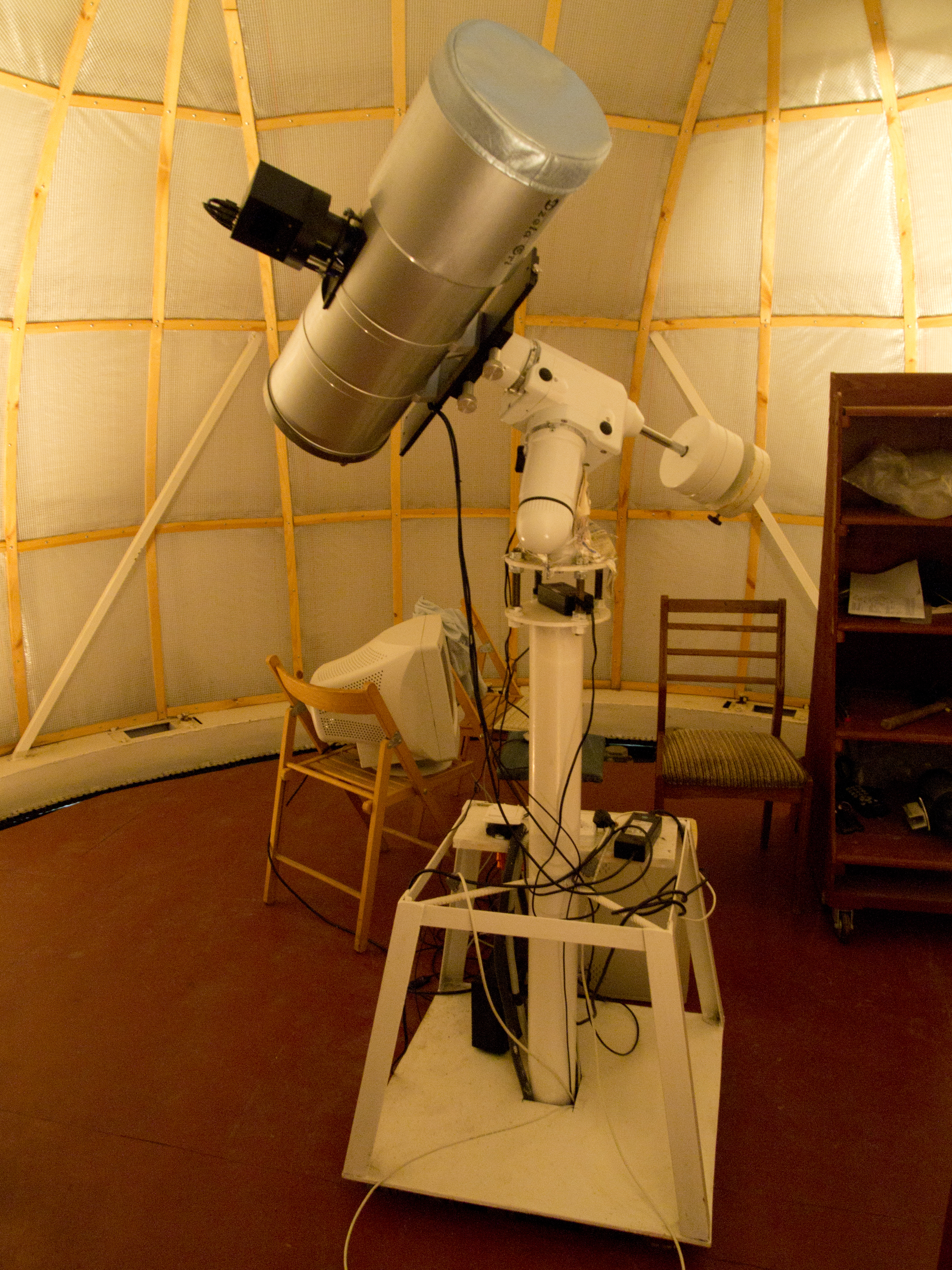
另一台口徑12公分望遠鏡。